# Conseil européen des ordres infirmiers
Le Conseil européen des ordres infirmiers (FEPI - European Council of Nursing Regulators) est un organisme régi par la loi belge, créé en 2004.

## Description
Cet organisme est la seule association européenne représentant uniquement les ordres infirmiers installés dans les différents États-membres de l'Union européenne. La FEPI a son siège à Bruxelles et ses principales activités consistent à promouvoir la sécurité des patients en établissant par exemple, un Code de Conduite européen pour la profession infirmière, mais aussi à assurer des standards d'éducation élevés pour les futur(e)s infirmiers/ères. 

## Membres
Ces objectifs peuvent être atteints grâce aux nombreuses réunions entre les différents membres de la FEPI, se regroupant notamment en Groupes de Travail (GT Education, Formation et Compétences, GT Politique Européenne, GT Régulation et GT Codes de Conduite). Actuellement la FEPI compte sept membres à part entière, à savoir :
- Italie : Federazione Nationale Collegi IPASVI
- Irlande : Bord Altranais agus Cnáimhseachais na hÉireann
- Croatie : Hrvatska Komora Medicinskih Sestara - HKMS
- Grèce : Ένωση Νοσηλευτών Ελλάδος - Hellenic Regulatory Board of Nurses - HRBN
- Roumanie : Ordinul Asisten ţ ilor Medicali si Moa ş elor din Romania - OAMMR
- Serbie : The Chamber of Nurses and Health Technicians of Serbia
- France : Ordre national des infirmiers

La FEPI compte également trois membres associés :
- États-Unis : National Council of States Board of Nursing - NCSBN
- Ontario : College of Nurses of Ontario
- Québec : Ordre des infirmières et infirmiers du Québec - OIIQ